# Five Pointe O
Five Pointe O war eine US-amerikanische Rap- und Nu-Metal-Band aus Joliet, Illinois, die im Jahr 1999 gegründet wurde und sich 2003 auflöste.

## Geschichte
Die Band wurde im Jahr 1999 vom 15-jährigen Daniel Struble und der 16-jährigen Sharon Grzelinski gegründet. Kurze Zeit später bestand Five Pointe O aus dem Keyboarder Casey Mejia, dem Sänger Daniel Struble, dem Gitarristen Eric Wood, dem Bassisten Sean Pavey, der Gitarristin Sharon Grzelinski und dem Schlagzeuger Tony Starcevich. Im selben Jahr veröffentlichte die Band eine selbstbetitelte EP und die EP The Other Side. Im Jahr 2001 unterzeichnete die Gruppe einen Vertrag bei Roadrunner Records, worüber im Frühling des Folgejahres ihr Debütalbum erschien. Das Album trug den Namen Untitled und wurde von Colin Richardson produziert. Einen Monat vor der Veröffentlichung hatte die Band noch eine Tour zusammen mit Lamb of God und Mushroomhead abgehalten. 2002 ging die Band zusammen mit Mastodon und Avenged Sevenfold auf Tour, ehe im Oktober eine Europatournee zusammen mit 36 Crazyfists und Killswitch Engage folgte. Im Dezember 2002 trennten sich Daniel Struble und Sharon Grzelinski von der Besetzung. Die Band gab zunächst an, ohne die beiden Mitglieder weiterzumachen, jedoch kam es kurz darauf zur Bandauflösung.

## Stil
Greg Prato von Allmusic ordnete die Band dem Rap Metal zu. Laut Christian Graf im Nu Metal und Crossover Lexikon spielt die Band Keyboard-Metal im Stil von Faith No More. Das Debütalbum sei dramaturgisch ausgeklügelter Nu Metal. Laut Matthias Weckmann vom Metal Hammer spielt die Band auf Untitled Nu Metal im Stil von Rage Against the Machine und Faith No More, wobei die Band jedoch umfangreicher klinge. Die Band verwende in ihren Liedern Death-Metal-Grunts, die jedoch unmotiviert klängen. Neben Death-Metal- verarbeite die Gruppe auch Doom-Metal-Einflüsse, was bei Slipknot zwar funktioniere, hier jedoch aufgesetzt wirke.

## Diskografie
- 1999: Five Pointe O (EP, Eigenveröffentlichung)
- 1999: The Other Side (EP, Eigenveröffentlichung)
- 2002: Untitled (Album, Roadrunner Records)